# Magnus Sköldmark
Magnus „Skölda“ Sköldmark (* 22. September 1968 in Långsele) ist ein schwedischer ehemaliger Fußballspieler. Der Defensivspieler, der in Schweden, China und Schottland spielte, arbeitete im Anschluss an seine aktive Laufbahn als Fußballfunktionär.

## Werdegang
Sköldmark begann mit dem Fußballspielen bei Ransta IK. Anfang 1989 wechselte er zum Örebro SK in die Allsvenskan, wo er mit dem von Rolf Zetterlund trainierten Aufsteiger an der Seite von Magnus Erlingmark, Pär Millqvist, Sven Dahlkvist und Christer Fursth als Tabellenvierter in die Meisterschaftsendrunde einzog. Dort scheiterte die Mannschaft im Halbfinale am späteren Meister IFK Norrköping. Dabei hatte Sköldmark auf Anhieb zu den Stammspielern in der Defensive gehört und war auch in den folgenden Jahren Stammkraft. In den anschließenden beiden Spielzeiten gehörte ÖSK zu den im Abschlussklassement vorne platzierten Mannschaften, ehe der Klub sich in der Spielzeit 1992 erst in der Abstiegsrunde den Klassenerhalt bewerkstelligte.
Zwei Jahre später gehörte Sköldmark mit dem Örebro SK, der sich zwischenzeitlich mit Leistungsträgern wie den Angreifern Mattias Jonson und Mirosław Kubisztal sowie den Nachwuchsspielern Magnus Powell und Mattias Jonson verstärkt hatte, wieder zu den Spitzenmannschaften und wurde mit zwei Punkten Rückstand auf Serienmeister IFK Göteborg schwedischer Vizemeister. In den folgenden Spielzeiten reüssierte der Klub weiterhin im vorderen Ligadrittel, jedoch rückte Sköldmark zunehmend ins zweite Glied.
Anfang 1997 verließ Sköldmark Schweden und schloss sich dem chinesischen Klub Dalian Wanda an. Bereits im Sommer kehrte er nach Europa zurück, als ihn der schottische Klub Dundee United unter Vertrag nahm. Dort bildete der Trainer Tommy McLean mit ihm und den Schweden Mikael Andersson, Göran Marklund, Kjell Olofsson, dem Dänen Thomas Tengstedt, dem Norweger Erik Pedersen und dem Isländer Sigurður Jónsson beim Tabellendritten des Vorjahres eine Art skandinavischen Block. Die Spielzeit verlief für den Klub jedoch weniger erfolgreich als die Vorsaison, im Gegensatz zu einem Teil seiner nordeuropäischen Kollegen konnte sich Sköldmark jedoch in der Abwehr als Stammspieler etablieren und belegte mit der Mannschaft den siebten Tabellenplatz. Im folgenden Jahr lief er für den Klub in der im Sommer 1998 nach englischem Vorbild eingeführte Scottish Premier League auf. Dort spielte er im ersten Jahr gegen den Abstieg, während die Mannschaft das letztlich gegen Celtic Glasgow verloren gegangene Pokalhalbfinale erreichte. 
Im Sommer 2000 kehrte Sköldmark nach Schweden zurück, wo er beim Göteborger Erstligisten GAIS unterkam. Trotz eines Tores in 13 Saisonspielen stieg er am Saisonende aus der Allsvenskan ab. Der Absteiger kam jedoch auch in der zweitklassigen Superettan nicht zurecht und wurde in die Drittklassigkeit durchgereicht. Sköldmark blieb dem Verein dennoch treu, beendete aber während der Spielzeit 2003 seine aktive Laufbahn.
Sköldmark wechselte ins Management von GAIS, der Ende 2003 wieder in die Zweitklassigkeit aufstieg. Unter Trainer Roland Nilsson erreichte die Mannschaft in der Zweitliga-Spielzeit 2005 den Relegationsplatz zur Allsvenskan und kehrte nach einem 2:1-Heimerfolg und einem 0:0-Remis im Rückspiel gegen Landskrona BoIS wieder in die Allsvenskan zurück. In den folgenden Jahren hielt sich der Klub in der höchsten Spielklasse, jedoch wurde Sköldmark während der Spielzeit 2008 im September durch Sebastian Arby ersetzt.
Im April 2010 verpflichtete Sköldmarks erste Profistation Örebro SK den vormaligen Spieler für ein bis Ende Juli des Jahres dauerndes Projekt zum Aufbau eines Netzwerks und neuen Systems für den Spielerkauf und -verkauf. Im September kehrte er ins Management des Klubs zurück.